# Ithaca Gun Company

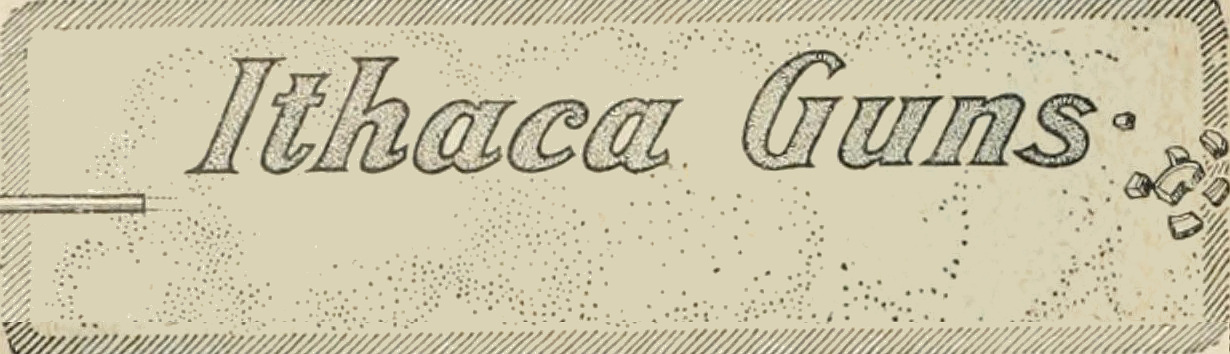

A Ithaca Gun Company é uma empresa Norte americana, fabricante de escopetas e rifles, fundada em 1880 na cidade de Ithaca, Nova Iorque. Ao longo dos anos, a Ithaca fabricou vários modelos, os mais destacados são: a Ithaca Flues double (campeã de vendas do segmento), e a Ithaca 37.